# 李順涼
李順涼（1956年12月28日—），臺灣政治界人物，臺灣話研究者，曾任臺中市大肚區追分國民小學校長。曾於2008年以無黨籍身分參加立法委員選舉，但以選區最低票落敗，僅獲一萬餘票；2011年獲民主進步黨徵召參選立委選舉，獲四成選票、再度落敗。
2018年以無黨籍參選台中市議員，遭民進黨除名並五年內不得再入黨。

## 選舉紀錄
| 年度 | 選舉屆數             | 選舉區           | 所屬政黨   | 得票數 | 得票率 | 當選標記 | 備註 |
| ---- | -------------------- | ---------------- | ---------- | ------ | ------ | -------- | ---- |
| 2008 | 第七屆立法委員選舉   | 臺中縣第二選舉區 | 無黨籍     | 14,611 | 10.51% |          |      |
| 2012 | 第八屆立法委員選舉   | 臺中市第二選舉區 | 民主進步黨 | 79,730 | 40.20% |          |      |
| 2018 | 第三屆臺中市議員選舉 | 臺中市第三選舉區 | 無黨籍     | 2,259  | 2.03%  |          |      |

## 著、編作
- 台灣閩南語次方言常用詞彙調查研究（論文）[2]
- 華台英詞彙句式對照集（與洪宏元共編）[3]

## 爭議
2022年1月於李順涼在廣播節目上稱臺中市市長盧秀燕及其丈夫涉入台中捷運藍線土地利益而遭提告，一審依誹謗罪判決有期徒刑3月，和另一個誹謗罪合併執行4月，得易科罰金，李順涼上訴後維持原判確定。